# عشق گرانبها (فیلم ۱۹۹۲)
عشق گرانبها (به انگلیسی: Rich in Love) یا ثروتمند در عشق فیلمی محصول سال ۱۹۹۲ و به کارگردانی بروس برسفورد است. در این فیلم بازیگرانی همچون آلبرت فینی، جیل کلایبورگ، کاترین اربه، کایل مک‌لاکلن، پایپر لوری، ایثن هاک، سوزی آمیس و الفری وودارد ایفای نقش کرده‌اند.